# كأس إيطاليا 1978-1979
كأس إيطاليا 1978-1979 (بالإيطالية: Coppa Italia 1978-1979)‏ هو الموسم 32 من كأس إيطاليا. أشرف على تنظيمه Lega Nazionale Professionisti ‏، وكان عدد الأندية المشاركة فيه 36، وفاز فيه يوفنتوس.